# Niziny (województwo warmińsko-mazurskie)
Niziny – osada w Polsce położona w województwie warmińsko-mazurskim, w powiecie iławskim, w gminie Iława.
W latach 1975–1998 miejscowość należała administracyjnie do województwa olsztyńskiego.
Obecnie w miejscowości nie ma zabudowy.